# Skustele (gromada)
Skustele – dawna gromada, czyli najmniejsza jednostka podziału terytorialnego Polskiej Rzeczypospolitej Ludowej w latach 1954–1972.
Gromady, z gromadzkimi radami narodowymi (GRN) jako organami władzy najniższego stopnia na wsi, funkcjonowały od reformy reorganizującej administrację wiejską przeprowadzonej jesienią 1954 do momentu ich zniesienia z dniem 1 stycznia 1973, tym samym wypierając organizację gminną w latach 1954–1972.
Gromadę Skustele z siedzibą GRN w Skustelach utworzono – jako jedną z 8759 gromad – w powiecie suwalskim w woj. białostockim, na mocy uchwały nr 23/V WRN w Białymstoku z dnia 4 października 1954. W skład jednostki weszły obszary dotychczasowych gromadSkustele, Babańce, Lasanka, Łopuchowo, Marynowo, Pawłówka, Radziuszki, Sejny Kolonia, Sumowo, Stabieńszczyzna i Żłobin ze zniesionej gminy Krasnopol oraz miejscowość Orzechowo z dotychczasowej gromady Daniłowce ze zniesionej gminy Giby w tymże powiecie. Dla gromady ustalono 10 członków gromadzkiej rady narodowej.
1 stycznia 1956 roku gromadę włączono do reaktywowanego powiatu sejneńskiego.
1 stycznia 1959 gromadę Skustele zniesiono, włączając jej obszar do gromady Krasnopol.